# Cruce duodenal
La operación de cruce duodenal (CD) o switch duodenal, también conocido como desviación biliopancreática con cruce duodenal (DBP/CD) es una operación de cirugía bariátrica (CB).

## Operación
Es la cirugía más compleja de la obesidad y consiste en dos operaciones en el mismo acto operatorio.
1. La parte restrictiva de la intervención consiste en extirpar más del 80% del estómago a lo largo de la curvatura mayor. Se crea un estómago pequeño en forma de tubo que disminuye la cantidad de comida que se puede ingerir. Es una reducción gástrica (RG) mediante la técnica que en medicina se llama gastrectomía. 
Se divide la vascularización del estómago en toda su curvatura mayor y luego se secciona el estómago, en vertical, con una grapadora. Por eso se llama gastrectomía vertical (GV). El estómago queda dividido en dos partes, una es el “tubo gástrico” (TG) que no se reseca y queda in situ, en forma de un tubo longitudinal y vertical, en continuidad con el esófago por arriba y continúa con el píloro por abajo y el duodeno. 
El TG, ya transformado en “un estómago pequeño” permanece en el individuo y permite el paso del alimento. Es por ello una gastrectomía vertical formando un tubo. Mientras que, la otra parte,la curvatura mayor del estómago, de más del 80%, se reseca (se extirpa y extrae).
La denominación popular de gastrectomía tubular o “manga” traducción del erróneo término inglés “sleeve gastrectomy” (SG) que etimológicamente significa “quitar, extirpar y remover el tubo”. Pero el tubo es exactamente la parte del estómago que queda y no la que se quita, y es el resto del estómago lo que se reseca o extirpa, siendo la denominación correcta en inglés de “sleeve-forming gastrectomy” (SFG) como acertadamente lo han corroborado autoridades es esta cirugía. Es un procedimiento para disminuir la ingesta y perder peso, fundamentalmente por la notable “restricción” alimentaria. 
La extirpación de más del 80% del estómago lleva acompañada la pérdida de la producción de ghrelina, una hormona gástrica que aumenta con los periodos de ayuno, y al quitar esa gran parte del estómago (fundus incluido) disminuye el apetito y los pacientes pierden más peso.
El duodeno se divide con grapas a 3 cm de píloro, y uniráde forma termino-terminal con el asa alimentaria (AA) del intestino. 
2. La parte mal absortiva del CD consiste en dividir, transversalmente, con grapas el duodeno, que es el comienzo del intestino delgado, de forma proximal a 3 cm del píloro. La longitud del intestino delgado debe medirse con una cinta, en moderada tensión, empezando ciego (la parte distal) hasta el ángulo a de Treitz (la parte proximal). La longitud del intestino delgado es muy variable (de 400 a 1.100 cm)y se divide en tres segmentos comenzando en el ciego, que es el final.
1. El asa común (AC): Es el segmento distal del intestino y de al menos 100 cm y corresponde al 10% de la longitud de todo el intestino. Este segmento distal es el único donde se unen los jugos biliares, pancreáticos e intestinales con la comida y será el área de máxima absorción de los alimentos.
2. El asa alimentaria (AA): El segundo segmento, va desde el comienzo de la AC y corresponde con el 40% del intestino. Se divide transversalmente con grapas y se une de forma termino-terminal al duodeno dividido. Por el AA pasa la comida desde duodeno, pero sin bilis ni jugos digestivos y la absorción de los alimentos no es completa en su trayecto.
3. El asa bilio-pancreática (ABP): Es el segmento intestinal desde la división practicada al duodeno e impide que la comida procedente del tubo gástrico pase al intestino. La ABP sólo lleva solo bilis, los jugos pancreáticos e intestinales sin contacto con la comida ingerida, y, por tanto, en ese trayecto intestinal no se produce absorción alguna. Debiera corresponder al 60% de la longitud intestinal total y se une de forma latero-terminal al AA.

A partir de este segundo empalme continúa el AC, único segmento intestinal de máxima absorción de alimentos. Así, pues, la intervención bariátrica consiste en tres vías separadas, el AA, el ABP y al final el AC. 
El objetivo de esta disposición es reducir la longitud y tiempo que el cuerpo digiera y absorba las calorías y alimentos en el intestino delgado y limitar selectivamente la absorción de grasa. Como resultado, después de la cirugía, estos pacientes solo absorben, aproximadamente, el 20% de la grasa que ingieren.

## Comparación con otrascirugías bariátricas

#### Ventajas del CD
La principal ventaja de la cirugía del CD es la combinación de una moderada restricción de ingesta con una muy significativa mal absorción calórica, que produce un mayor porcentaje de pérdida del sobrepeso comparado con la desviación gástrica [DG] también llamada baipás gástrico. 
Buchwald en un metaanálisis exhaustivo de los procedimientos quirúrgicos mostró que la pérdida de peso conseguida es mayor que en todas las operaciones de la cirugía bariátrica, siendo por tanto la operación más efectiva. 
Y “cura” la diabetes tipo 2 (es decir, los pacientes se vuelven normoglucémicos) casi inmediatamente después de la cirugía, debido al efecto metabólico generado por la disposición del” cruce” intestinal. Los resultados sobre la diabetes son tan favorables que algunos cirujanos realizan "sólo" cirugía intestinal, la DBP sin resecar estómago, en aquellos pacientes diabéticos no obesos con el beneficio de curar la diabetes con mínimas pérdidas de peso. 
El CD mejora o cura la diabetes tipo 2 en el 99%, la hiperlipidemia en el 99%, la apnea del sueño en el 92% y la hipertensión en el 83%. 
Aún más, las personas que se han sometido al CD no experimentan el síndrome de dumping, tan común en pacientes sometidos a la cirugía de DG, debido a que el CD conserva la válvula pilórica entre el estómago y el intestino delgado. 
El componente mal-absortivo del CD es completamente reversible ya que no se extrae el intestino delgado y solo se le reencamina. Por lo tanto, en el CD la DBP puede restaurarse a la normalidad, pero la parte del estómago resecado (extirpado), la GV no es reversible.

### Desventajas del CD
Al igual que los pacientes con DG, los pacientes con CD requieren análisis de sangre al menos semestrales de por vida para detectar y corregir posibles deficiencias en vitaminas y minerales críticos. Sin las pruebas de seguimiento adecuadas y sin la suplementar los déficits de por vida, los pacientes con DG y CD pueden enfermar. Esta atención de seguimiento es obligatoria,no es opcional, y debe continuar durante toda la viva del obeso operado con este tipo de técnicas. 
La mala absorción producida por el CD requiere que quienes sean sometidos o estén operados con esta técnica o similares tomen suplementos de vitaminas y minerales en dosis superiores a la población normal.
La desnutrición calórico-proteica (DCP) es un riesgo de todas las operaciones mal absortivas. Baltasar en 950 casos, describe DCP en 3% de los casos y su corrección es muy simple con la operación “en beso” (Kissing-Xen inglés), acortando el ABP y alargando el AA. 
Los suplementos comúnmente recetados incluyen ingesta diaria de multivitaminas, citrato de calcio y vitaminas liposolubles A, D, E y K. Los análisis de sangre solicitados más importantes: son albúmina, hormona paratiroidea (PTH) y vitamina D-25, para detectar defectos de absorción del calcio. 
Debido a que los cálculos biliares en vesícula son una complicación común de la pérdida rápida de peso después de cualquier tipo de cirugía de pérdida ponderal, algunos cirujanos extirpan la vesícula biliar como medida preventiva durante el CD y/o la DG. Otros prefieren recetar medicamentos para reducir el riesgo de cálculos biliares postoperatorios. 
Los pacientes con CD también tienen una mayor incidencia de flatulencia y diarrea malolientes, aunque ambos generalmente pueden mitigarse con la dieta, incluso evitando los carbohidratos simples. 
Recordar que la parte restrictiva del CD, la GV, no es reversible ya que se elimina gran parte del estómago. Sin embargo, en todos los pacientes con CD el tubo gástrico se expande con el tiempo, pero nunca alcanzará el mismo tamaño que el estómago natural. 

### Riesgos
Evidentemente, todos los procedimientos quirúrgicos implican un grado de riesgo, sin embargo, este debe ser equilibrado frente a los riesgos importantes y graves asociados con la obesidad severa. 
Los riesgos quirúrgicos postoperatorios graves, son muy poco frecuentes, menos del 1%: perforación de intestino delgado, duodeno o de estómago causan fuga, infección o absceso; trombosis venosa profunda (coágulo de sangre en las venas de las piernas) y embolia pulmonar (si el coágulo de sangre viaja a los pulmones). 
Los riesgos a largo plazo incluyen la posibilidad de deficiencia de vitaminas y minerales, hernias (interna o externa), obstrucción intestinal. Existe poca información sobre los riesgos a más largo plazo (más de 15 años), ya que este procedimiento se fue iniciado por Hess en 1992, pero actualmente ya hay datos evolutivos positivamente interesantes. Baltasar describe una mortalidad de 1.3% en las operaciones abiertas y 0.7% en las operaciones laparoscópicas. 
En un 3% de los pacientes puede aparecer DCP que es un riesgo poco común y corregible. 
Los doctores Sánchez-Pernaute y Torres del Hospital Clínico de Madrid idean en 2003 una forma simple de CD, la desviación duodenal con anastomosis única (DDAU) (en inglés SADI-S), que precisa un solo empalme. El funcionamiento de esta operación es similar, con el inconveniente de que si ocurre DCP es más difícil de reparar que con el CD. 

### Indicaciones
Los Institutos Nacionales de la Salud afirman que para los pacientes deben cumplir las siguientes pautas:
- Pacientes con IMC > 40
- Pacientes con IMC >35 y con enfermedades relacionadas con la obesidad, como: Diabetes mellitus tipo 2, enfermedad coronaria, apnea del sueño, osteoartritis, requiere una perfectacomprensión de la técnica operatoria y los cambios de estilo de vida necesarios después de la cirugía.

### Costos
En comparación con otros procedimientos aceptados en cirugía bariátrica (DG y GV), la cirugía del CD es un procedimiento más complejo, con tiempos de operación más largos y costosos por utilizar más grapadoras y empalmes. 